# 乔北峰
乔·贝尔菲奥雷（英語：Joe Belfiore），通常称作乔北峰，是微软公司操作系统部门副总裁。他负责设计软件产品包括Windows 10 Mobile。
在2015年1月1日，乔·贝尔菲奥雷在新浪微博表示中国团队给他起了一个中文名：乔北峰。

## 在微软的职业生涯
乔北峰在微软的年资非常长，他从斯坦福大学毕业后就加入了微软，他第一个参与的计划是OS/2作业系统。接着，他进行Windows NT、Windows 95的使用者界面设计，后来也参与过Internet Explorer，和Windows 2000、Windows XP的使用者介面设计。乔北峰最主要的工作几乎都是在用户、用户体验上，也就是设法让软件不只可以用，也得更好用、更人性化。在带领Windows Phone 7(WP7) 团队之前，他主要的工作是负责ZUNE的设计，Zune是微软的一款播放器，只在美国当地上市，他在Zune团队里面长达六年的时间，除了设计之外，他也负责一些行销上的工作。直到2008年，微软委派老兵安迪评估移动平台市场，看看为什么会被人家超越。安迪评估之后，对于当时手机部门的发展感到不满，也就是Windows Mobile。因此，他决定废除Windows Mobile 7（当时微软已经在Windows Mobile 7专案上花了一年多的时间），并且提拔当时在ZUNE的乔北峰担任微软副总裁，负责打造全新的移动操作系统。

## 荣誉奖项
在2013 年 5 月，乔北峰获得了#10 in Business Insider's "Top Designers in Technology"。